# (35357) Haraldlesch
(35357) Haraldlesch ist ein Asteroid des inneren Hauptgürtels, der am 28. September 1997 an der Starkenburg-Sternwarte in Heppenheim (IAU-Code 611) entdeckt wurde. Er ist nach (14080) Heppenheim, (12053) Turtlestar und (18567) Segenthau der vierte Asteroid, der an der Amateursternwarte entdeckt wurde (mit Stand 2009 waren es 58). Eine Sichtung des Asteroiden hatte es unter der vorläufigen Bezeichnung 1976 JC4 schon am 3. Mai 1976 von Hans-Emil Schuster am La-Silla-Observatorium in Chile gegeben.
Mittlere Sonnenentfernung (große Halbachse), Exzentrizität und Neigung der Bahnebene des Asteroiden entsprechen der Flora-Familie, einer großen Gruppe von Asteroiden, die nach (8) Flora benannt ist. Asteroiden dieser Familie bewegen sich in einer Bahnresonanz von 4:9 mit dem Planeten Mars um die Sonne. Die Gruppe wird auch Ariadne-Familie genannt, nach dem Asteroiden (43) Ariadne.
(35357) Haraldlesch wurde am 30. März 2010 auf Vorschlag von Tobias Häusler, einem Amateurastronomen der Starkenburg-Sternwarte, nach dem deutschen Astrophysiker Harald Lesch benannt. Am 18. Juni 2010 wurde Harald Lesch von der Sternwarte eine Urkunde überreicht. Dass die Nummer 35357 auch eine Gießener Postleitzahl ist (Lesch ist in Gießen geboren und hat dort studiert), ist Zufall.